# Cyane Fossae
Cyane Fossae ist ein Tal im Diacria-Gradfeld auf dem Mars. Der Name gehört zu den klassischen der Namen der Albedo features und stammt aus dem Griechischen.